# March of the Eagles
March of the Eagles é um jogo de estratégia da Paradox Development Studio, subsidiária da Paradox Interactive.
Inspirado pelos jogos eletrônicos Hearts of Iron III e Europa Universalis III, o jogador deve controlar uma das nações existentes nas Guerras Napoleónicas e administrar mais de 2.800 territórios pelo mundo..